# 윌프레드 오언

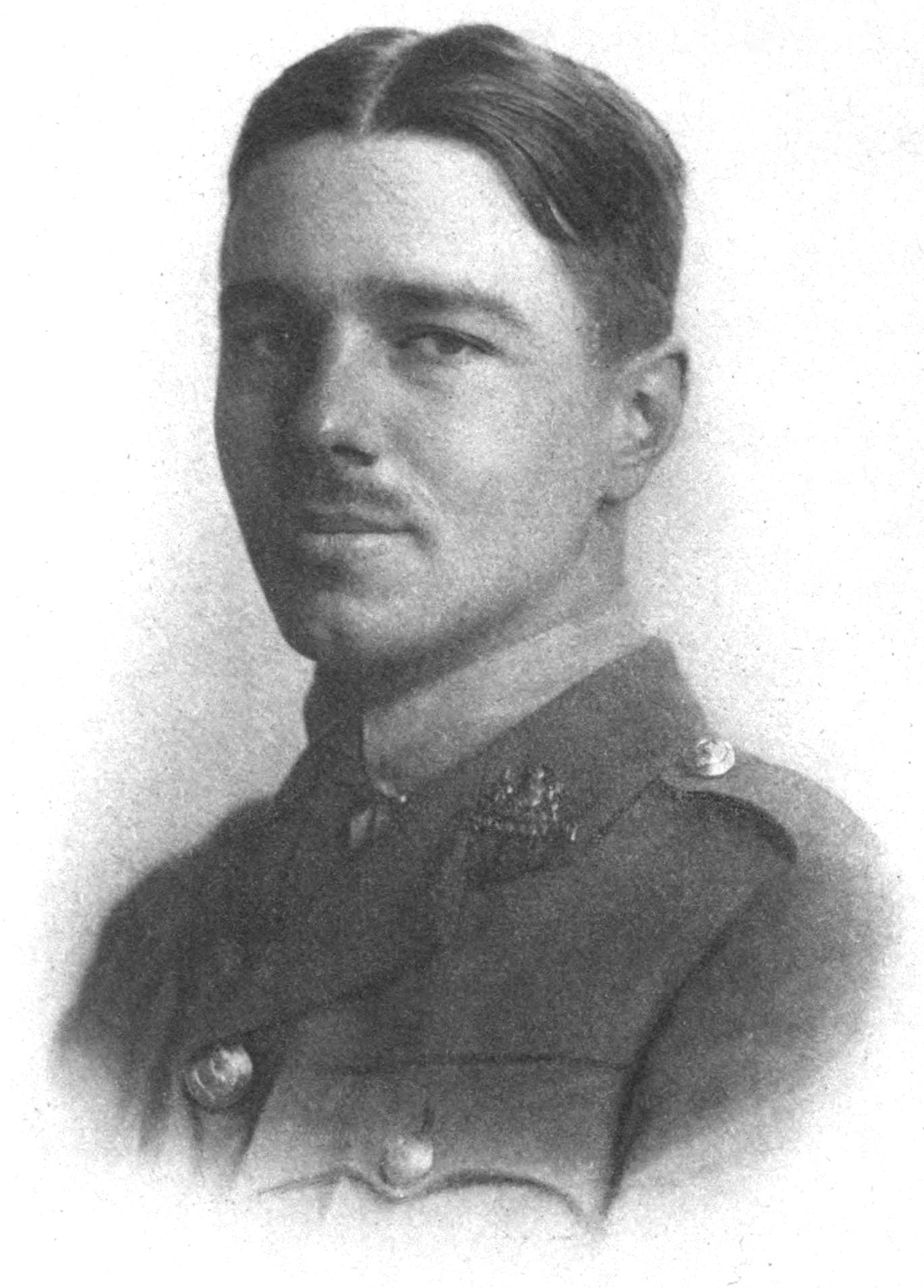
윌프레드 오언

윌프레드 에드워드 솔터 오언(Wilfred Edward Salter Owen, MC, 1893년 3월 18일 ~ 1918년 11월 4일)은 영국의 시인 및 군인이다. 잉글랜드 슈롭셔 주 태생인 그는 제1차 세계 대전을 다룬 주요 시인들 중 한 명이다. 참호와 독가스전의 공포에 대한 그의 전쟁 관련 시들은 주로 그의 멘토였던 시그프리드 서순의 영향을 강하게 받았고 당대의 전쟁에 대한 보편적인 인식과 이전에 저술된 애국적 내용의 시들의 삭막한 대조에 기초한다. 대표작으로 '고귀한 영예', '전사한 젊은이들을 위한 송가(Anthem for Doomed Youth)'가 있다. '전사한 젊은이들을 위한 송가'는 영국의 작곡가 벤저민 브리튼이 '전쟁 레퀴엠'을 작곡할 때 가사로 사용되었다.
1915년 10월 21일 입대한 후 7개월 간 에식스 주에 있는 헤어 홀 캠프에서 훈련받았다. 1916년 6월 4일 맨체스터 연대의 소위로 배치받았다. 처음에 오언은 무례한 태도를 보이는 부하들을 무시했고 모친에게 보내는 편지에는 '무표정한 바보들' 이라고 쓰곤 했지만 트라우마틱한 경험을 겪고 극적으로 바뀌었다. 그는 포탄 구멍에 빠지고 며칠 동안 무의식상태로 방치되어 뇌진탕을 앓았다. 그 후 신경 쇠약을 진단받았고 에든버러에 있는 크레이그록하트 전쟁 병원에 입원했다. 이때 오언의 여생에 큰 영향을 준 시그프리드 서순의 영향을 받았다.
병원에 있는 동안 에든버러의 예술 문학 모임에서 사람들을 사귀었고 에든버러 빈민 지역에 있는 타인캐슬 고등학교에서 잠시 일했다. 11월 힘들지 않은 근무는 할 수 있다는 진단을 받고 퇴원한다. 노스요크셔 주 스카보로에서 만족스럽고 유익한 시간을 보내고 1918년 3월 리펀에 있는 사령부대로 배속된다. 리펀에 있는 동안 그는 시작을 했고 리펀 대성당에서 25번째 생일을 기념하기도 했고 그 후 프랑스 전선에 복귀한다.
오언은 제1차 세계 대전 휴전 협정이 맺어지기 1주일 전인 1918년 11월 4일, 상브르-와즈(Sambre-Oise) 운하 도하작전 중에 전사했고 중위 계급이 추서됐다. 모친은 종전일인 11월 11일 아들의 전사 소식을 접한다. 오언은 프랑스 오드프랑스 노르주에 매장됐다.